# Chelonus mirandus
Chelonus mirandus är en stekelart som beskrevs av Vladimir Ivanovich Tobias 1964. Chelonus mirandus ingår i släktet Chelonus och familjen bracksteklar. Inga underarter finns listade i Catalogue of Life.